# Pasay
Pasay (en philippin : Lungsod ng Pasay) est l'une des villes et des municipalités qui forment le Grand Manille aux Philippines.

## Jumelage
- Tainan (Taïwan)

## Personnalités
- Celeste Cortesi (1997-), reine de beauté philippine, y est née.